# Jon Olsen
Jon C. Olsen (Jonesboro, 25 aprile 1969) è un ex nuotatore statunitense.
Specializzato nelle staffette ha vinto varie medaglie alle Olimpiadi di Barcellona 1992 e di Atlanta 1996.

## Palmarès
- Giochi olimpici

Barcellona 1992: oro nella 4x100m sl e nella 4x100m misti e bronzo nella 4x200m sl.
Atlanta 1996: oro nella 4x100m sl e nella 4x200m sl.
- Mondiali

Roma 1994: oro nella  4x100m sl.
Perth 1998: oro nella  4x100m sl.
- Mondiali in vasca corta

Palma di Majorca 1993: oro nella 4x100m misti, argento nella 4x100m sl e bronzo nei 100m sl.
- Giochi PanPacifici

Tokyo 1989: oro nella 4x100m sl e nella 4x200m sl e argento nei 200m sl.
Edmonton 1991: oro nella 4x100m sl e nella 4x200m sl.
Kobe 1993: oro nei 50m sl, nei 100m sl, nella 4x100m sl e nella 4x100m misti.
Atlanta 1995: oro nella 4x100m sl e argento nei 100m sl e nella 4x200m sl.
Fukuoka 1997: oro nella 4x100m sl.
- Giochi panamericani

Mar del Plata 1995: oro nella 4x100m sl, nella 4x200m sl e nella 4x100m misti e argento nei 100m sl.

## Collegamenti
- (EN) Jon Olsen, su fina.org, Federazione internazionale del nuoto.
- (EN) Jon Olsen, su Olympedia.
- (EN) Jon Olsen, su sports-reference.com, Sports Reference LLC (archiviato dall'url originale il 1º novembre 2017).